# Liste der Baudenkmäler in Königsdorf (Oberbayern)

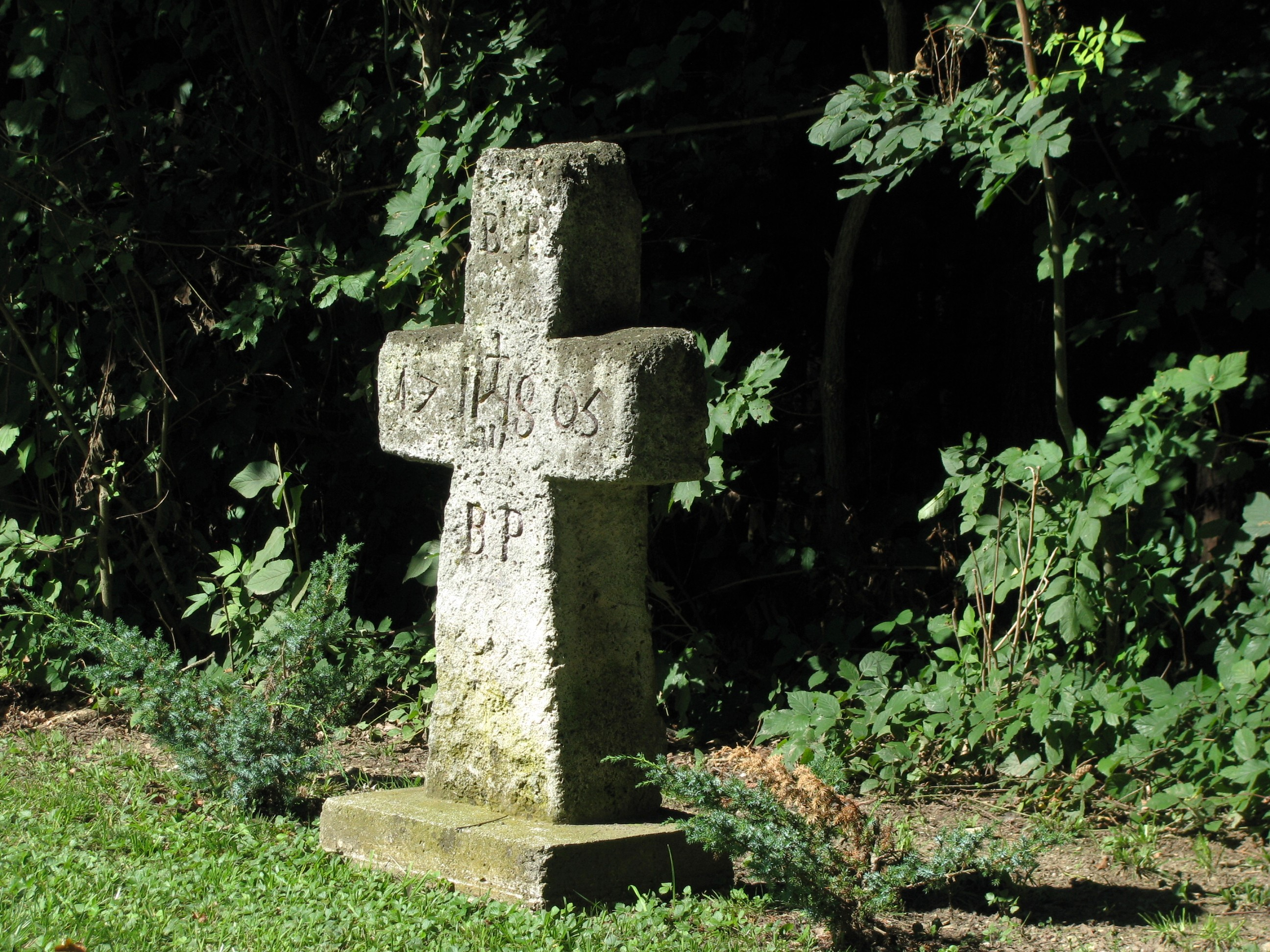
Gedenkkreuz aus dem Jahre 1705 in Sonnenhofen

Auf dieser Seite sind die Baudenkmäler in der oberbayerischen Gemeinde Königsdorf zusammengestellt. Diese Tabelle ist eine Teilliste der Liste der Baudenkmäler in Bayern. Grundlage ist die Bayerische Denkmalliste, die auf Basis des Bayerischen Denkmalschutzgesetzes vom 1. Oktober 1973 erstmals erstellt wurde und seither durch das Bayerische Landesamt für Denkmalpflege geführt wird. Die folgenden Angaben ersetzen nicht die rechtsverbindliche Auskunft der Denkmalschutzbehörde.

## Baudenkmäler nach Ortsteilen

### Königsdorf
| Lage                             | Objekt                                 | Beschreibung | Akten-Nr.              | Bild            |
| -------------------------------- | -------------------------------------- | --- | ---------------------- | --------------- |
| Beuerberger Straße 4 (Standort)  | Katholische Pfarrkirche St. Laurentius | barockisierter Tuffsteinbau mit Polygonalchor und westlichem Zwiebelturm, im Kern spätgotisch, Turm von Caspar Feichtmayr um 1685, 1785 barockisiert; mit Ausstattung                             | D-1-73-134-1           | weitere Bilder  |
| Beuerberger Straße 4 (Standort)  | St. Michael                            | Friedhofskapelle, barocker Saalraum, Kern wohl 16./17. Jahrhundert, 1733 umgestaltet; mit Ausstattung; Friedhofsmauerung, unverputztes Tuffsteinmauerwerk.                                        | D-1-73-134-1 zugehörig | St. Michael     |
| Beuerberger Straße 9 (Standort)  | Wohnhaus                               | Kleinhaus, zweigeschossiger Flachsatteldachbau mit traufseitiger Laube, im Kern 18. Jahrhundert; Gruppe mit Beuerberger Straße 11 und Schulgasse 2.                                               | D-1-73-134-2           | weitere Bilder  |
| Beuerberger Straße 11 (Standort) | Wohnhaus                               | Dreigeschossiger Flachsatteldachbau mit traufseitiger Laube und giebelseitigem Balkon, im Kern 18. Jahrhundert, erneuert Mitte 19. Jahrhundert; Gruppe mit Beuerberger Straße 9 und Schulgasse 2. | D-1-73-134-3           | weitere Bilder  |
| Beuerberger Straße 20 (Standort) | Bauernhaus                             | Flachsatteldachbau mit verputztem Blockbau-Obergeschoss, Giebelbalkon und Traufbundwerk, 17./18. Jahrhundert.                                                                                     | D-1-73-134-4           | Bauernhaus      |
| Beuerberger Straße 36 (Standort) | Bauernhaus                             | Ehemaliges Bauernhaus, Flachsatteldachbau mit verputztem Blockbau-Obergeschoss, Laube und verschalter Giebellaube, 1. Viertel 19. Jahrhundert.                                                    | D-1-73-134-5           | Bauernhaus      |
| Carossa-Ring 7/9 (Standort)      | Doppelhaus                             | Zweigeschossiger Flachsatteldachbau mit vorgezogenem Giebelteil, Giebellaube und Wandmalerei, 2. Hälfte 18. Jahrhundert.                                                                          | D-1-73-134-6           | weitere Bilder  |
| Hauptstraße 29 (Standort)        | Bauernhaus                             | Flachsatteldachbau mit Blockbau-Obergeschoss, hohem Kniestock und zweiseitiger Laube, 2. Hälfte 17. Jahrhundert, erneuert 1978/79.                                                                | D-1-73-134-7           | Bauernhaus      |
| Hauptstraße 31 (Standort)        | Getreidekasten                         | Obergeschossiger zweiräumiger Blockbau, 2. Viertel 17. Jahrhundert, Überbau modern. | D-1-73-134-8           | Getreidekasten  |
| Hauptstraße 44 (Standort)        | Bauernhaus                             | Zweigeschossiger putzgegliederter Satteldachbau mit Kniestock, 1. Hälfte 19. Jahrhundert. | D-1-73-134-9           | Bauernhaus      |
| Hauptstraße 46 (Standort)        | Haustür                                | Zweiflügelige neugotische Holztür mit Oberlicht, um 1856. | D-1-73-134-10          | Haustür         |
| Hauptstraße 50 (Standort)        | Pfarrhaus                              | Ehemaliges Pfarrhaus, zweigeschossiger lisenengegliederter Satteldachbau in neugotischen Formen mit Treppengiebeln, 1858/59.                                                                      | D-1-73-134-11          | weitere Bilder  |
| Hauptstraße 55 (Standort)        | Bauernhaus                             | Flachsatteldachbau mit verputztem Blockbau-Obergeschoss, Giebellaube und Traufbundwerk, 18. und 1. Drittel 19. Jahrhundert.                                                                       | D-1-73-134-12          | Bauernhaus      |
| Ludwigstraße 12 (Standort)       | Bauernhaus                             | Wohnteil eines ehemaligen Bauernhauses, Satteldachbau mit Blockbau-Obergeschoss, Kniestock, umlaufender Laube und teilverschalter Giebellaube, 2. Hälfte 17. Jahrhundert, Dachaufbau später.      | D-1-73-134-14          | Bauernhaus      |
| Schulgasse 2 (Standort)          | Kleinbauernhaus                        | Zweigeschossiger Flachsatteldachbau, im Kern 18. Jahrhundert; Gruppe mit Beuerberger Straße 9/11.                                                                                                 | D-1-73-134-15          | Kleinbauernhaus |

### Grafing
| Lage                          | Objekt                | Beschreibung                                                             | Akten-Nr.     | Bild           |
| ----------------------------- | --------------------- | ------------------------------------------------------------------------ | ------------- | -------------- |
| (Standort)                    | Wegkapelle St. Ulrich | Barocker Oktogonalbau mit rundbogiger Altarnische, 1780; mit Ausstattung | D-1-73-134-17 | weitere Bilder |
| Nähe Tölzer Straße (Standort) | Bildstock             | Tuffsteinpfeiler mit Bildnische, wohl 17. Jahrhundert.                   | D-1-73-134-18 | Bildstock      |

### Höfen
| Lage                    | Objekt        | Beschreibung | Akten-Nr.     | Bild           |
| ----------------------- | ------------- | --- | ------------- | -------------- |
| Höfen 3 (Standort)      | Becherkapelle | Putzgegliederter Satteldachbau, Ende 19. Jahrhundert; mit Ausstattung                                                                 | D-1-73-134-21 | Becherkapelle  |
| Höfen 3 (Standort)      | Haustür       | Geschnitzte Holztür, bezeichnet 1865.                                                                                                 | D-1-73-134-43 | weitere Bilder |
| Höfen 4 (Standort)      | Bauernhaus    | Ehemaliges Bauernhaus, zweigeschossiger Flachsatteldachbau mit giebelseitigen Balkons und Traufbundwerk, gegen Mitte 19. Jahrhundert. | D-1-73-134-20 | Bauernhaus     |
| Höfner Leite (Standort) | Bildstock     | Tuffsteinpfeiler mit Bildnische, 17. Jahrhundert, bezeichnet 16(..).                                                                  | D-1-73-134-22 | BW             |

### Niederham
| Lage                              | Objekt     | Beschreibung | Akten-Nr.     | Bild       |
| --------------------------------- | ---------- | --- | ------------- | ---------- |
| Osteranger 45 (Standort)          | Bauernhaus | Flachsatteldachbau mit Blockbau-Obergeschoss, umlaufender Laube, verschalter Giebellaube und Traufbundwerk, 1. Hälfte 18. Jahrhundert.                    | D-1-73-134-24 | Bauernhaus |
| Osterhofener Straße 28 (Standort) | Bauernhaus | Flachsatteldachbau mit Blockbau-Obergeschoss, umlaufender Laube, verschalter Giebellaube und Traufbundwerk, 2. Hälfte 17. Jahrhundert, Dachaufbau später. | D-1-73-134-25 | Bauernhaus |

### Osterhofen
| Lage                     | Objekt         | Beschreibung | Akten-Nr.     | Bild           |
| ------------------------ | -------------- | --- | ------------- | -------------- |
| Dorfstraße 15 (Standort) | Haustür        | Geschnitzte neugotische Holztür mit Oberlicht, bezeichnet 1863. | D-1-73-134-26 | Haustür        |
| Dorfstraße 18 (Standort) | Bauernhaus     | Satteldachbau mit Blockbau-Obergeschoss, zweiseitiger Laube, teilverschalter Giebellaube und Traufbundwerk, 1. Hälfte 18. Jahrhundert, Bundwerk Anfang 19. Jahrhundert, Dachaufbau später. | D-1-73-134-28 | Bauernhaus     |
| Dorfstraße 23 (Standort) | Getreidekasten | Zweigeschossiger teilweise verputzter Blockbau, 2. Viertel 17. Jahrhundert. | D-1-73-134-27 | Getreidekasten |
| Dorfstraße 33 (Standort) | Haustür        | Neugotische geschnitzte Holztür, Mitte 19. Jahrhundert; Laubenbrüstung, neugotische geschnitztes Gitter, Mitte 19. Jahrhundert; Sonnenbank, neugotische Holzbank, bezeichnet 1880.         | D-1-73-134-29 | BW             |
| Dorfstraße 45 (Standort) | Getreidekasten | obergeschossiger Blockbau, 17. Jahrhundert. | D-1-73-134-30 | Getreidekasten |
| Lindenweg (Standort)     | Kruzifix       | Hölzerner gefasster Corpus mit neugotischem Wettermantel, Corpus 16./17. Jahrhundert, Kreuz mit Gehäuse Mitte 19. Jahrhundert; in der Ortsmitte.                                           | D-1-73-134-32 | Kruzifix       |

### Schönrain
| Lage                       | Objekt         | Beschreibung | Akten-Nr.     | Bild           |
| -------------------------- | -------------- | --- | ------------- | -------------- |
| Schönrain 7; 7a (Standort) | Getreidekasten | Ehemaliger Getreidekasten, zweigeschossiger Blockbau, bezeichnet 1590; transloziert aus Fletzen.                                             | D-1-73-134-37 | Getreidekasten |
| Schönrain 17 (Standort)    | Huberkapelle   | Putzgegliederter neugotischer Flachsatteldachbau mit Dachreiter und Lourdesgrotte, 2. Hälfte 19. Jahrhundert, Grotte später; mit Ausstattung | D-1-73-134-35 | weitere Bilder |
| Schönrain 17 (Standort)    | Getreidekasten | Zweigeschossiger Blockbau, Ende 16. Jahrhundert, im Nebengebäude eingebaut.                                                                  | D-1-73-134-36 | Getreidekasten |

### Schwaighofen
| Lage                        | Objekt         | Beschreibung | Akten-Nr.               | Bild           |
| --------------------------- | -------------- | --- | ----------------------- | -------------- |
| Schwaighofen 41 (Standort)  | Hauserkapelle  | Steildachbau mit Dachreiter, 2. Hälfte 17. Jahrhundert; mit Ausstattung                                                                           | D-1-73-134-38           | Hauserkapelle  |
| Schwaighofen 41 (Standort)  | Bauernhaus     | Ehemaliges Bauernhaus, Flachsatteldachbau mit Blockbau-Obergeschoss, umlaufender Laube und teilverschalter Giebellaube, 2. Hälfte 18. Jahrhundert | D-1-73-134-39           | Bauernhaus     |
| Schwaighofen 41a (Standort) | Getreidekasten | Blockbau, Erdgeschoss Ende 16. Jahrhundert, Obergeschoss 18. Jahrhundert.                                                                         | D-1-73-134-39 zugehörig | Getreidekasten |

### Zellwies
| Lage                  | Objekt     | Beschreibung | Akten-Nr.     | Bild       |
| --------------------- | ---------- | --- | ------------- | ---------- |
| Zellwies 1 (Standort) | Mühle      | Ehemalige Mühle und Bauernhaus, aneinander gebaute zwei- bzw. dreigeschossige Flachsatteldachbauten, teilweise mit Blockbau-Obergeschoss, Bundwerk und Getreidekasten, 1. Hälfte 18. Jahrhundert, Ende 18. Jahrhundert und frühes 19. Jahrhundert, Aufstockung Mühlengebäude 1920–30. | D-1-73-134-41 | Mühle      |
| Zellwies 2 (Standort) | Bauernhaus | Ehemaliges Bauernhaus, Flachsatteldachbau mit Blockbau-Obergeschoss, zweiseitiger Bretterlaube und verschaltem Vordach, 2. Hälfte 17. Jahrhundert. | D-1-73-134-42 | Bauernhaus |

### Andere Ortsteile
| Lage                               | Objekt      | Beschreibung | Akten-Nr.     | Bild        |
| ---------------------------------- | ----------- | --- | ------------- | ----------- |
| Au, östlich der Einöde (Standort)  | Bildstock   | Steinerner Pfeiler mit Bildnische im Laternenaufsatz, 16./17. Jahrhundert.                                                                            | D-1-73-134-16 | Bildstock   |
| Heigl 7 (Standort)                 | Bauernhaus  | Flachsatteldachbau mit Blockbau-Obergeschoss, zweiseitiger Lauben, Wandmalereien und traufseitigem Bundwerk, bezeichnet 1768.                         | D-1-73-134-19 | Bauernhaus  |
| Pföderl 3 (Standort)               | Bauernhaus  | Ehemaliges Bauernhaus, zweigeschossiger Blockbau mit Flachsatteldach, verschaltem Vordach und giebelseitiger Mittertenne, Kern Mitte 17. Jahrhundert. | D-1-73-134-34 | Bauernhaus  |
| Sonnenhofen, Mühlgraben (Standort) | Gedenkkreuz | Kleines Tuffsteinkreuz, bezeichnet 1705; neu aufgestellt an der Bundesstraße.                                                                         | D-1-73-134-40 | Gedenkkreuz |

## Ehemalige Baudenkmäler
In diesem Abschnitt sind Objekte aufgeführt, die früher einmal in der Denkmalliste eingetragen waren, jetzt aber nicht mehr. Objekte, die in anderem Zusammenhang also z. B. als Teil eines Baudenkmals weiter eingetragen sind, sollen hier nicht aufgeführt werden. Aktennummern in diesem Abschnitt sind ehemalige, jetzt nicht mehr gültige Aktennummern.

| Lage                                      | Objekt         | Beschreibung                                                                          | Akten-Nr. | Bild |
| ----------------------------------------- | -------------- | ------------------------------------------------------------------------------------- | --------- | ---- |
| Königsdorf Hauptstraße 60 (Standort)      | Bundwerk       | Am Bauernhaus beiderseits Traufbundwerk, erstes Drittel 19. Jahrhundert.              |           | BW   |
| Niederham Osteranger 12 a, b (Standort)   | Getreidekasten | Getreidekasten, obergeschossig, bemalt und bezeichnet mit dem Jahr 1790.              |           | BW   |
| Niederham Osteranger 23 (Standort)        | Bauernhaus     | Bauernhaus mit Blockbau-Obergeschoss und Traufbundwerk, erste Hälfte 18. Jahrhundert. |           | BW   |
| Osterhofen Osterhofen 37 (Standort)       | Getreidekasten | Getreidekasten, obergeschossig, Anfang 17. Jahrhundert, mit altem Überbau.            |           | BW   |
| Osterhofen an der Straße zur Rothmühle () | Bildstock      | Hölzerner Bildstock, erneuert, mit barocker Christusfigur.                            |           |      |